# 中央军事委员会审计署
中央军事委员会审计署，通称中央军委审计署，是中央军委机关第一级职能部门，为全军最高审计机关，位于北京市。

## 沿革
1985年7月31日，中央军委〔1985〕军字第21号命令，颁发《总后勤部机关编制表》，其中规定“增设军委审计局”，由此“中央军委审计局”成立，对外称“中国人民解放军审计局”，领导人称局长。同时，各大军区也成立了审计局。1992年8月，中央军委审计局改称“中国人民解放军审计署”，领导人称审计长。中国人民解放军审计署为正军级，由中央军委领导，编制在中央军委，由中国人民解放军总后勤部代为管理。
1995年4月17日，中央军委发布《中国人民解放军审计条例》。2007年1月，中央军委主席胡锦涛签署命令，发布新修订的《中国人民解放军审计条例》。
1994年12月31日，中国人民解放军总参谋部、总政治部、总后勤部联合颁发《军队领导干部经济责任审计暂行规定》。2004年底，经中央军委批准，中国人民解放军总参谋部、总政治部、总后勤部、总装备部联合颁发《军队领导干部经济责任审计规定》，从2005年1月1日起实施，上述暂行规定废止。根据该规定，军队团级以上单位和机关部门负有经济责任的领导干部，均要按照规定接受审计。2010年，中国人民解放军总政治部、总后勤部联合颁发《军队领导干部经济责任审计评价标准》，全军领导干部经济责任审计工作领导小组同时颁发《军队领导干部经济责任审计实施办法》。2014年，经中央军委主席习近平批准，中国人民解放军总参谋部、总政治部、总后勤部、总装备部联合发布新修订的《军队领导干部经济责任审计规定》。
1992年起，中国人民解放军审计系统开始对军队领导干部进行经济责任审计，这早于中华人民共和国审计署1996年开始的对政府领导干部的经济责任审计。中国人民解放军刚开始经济责任审计时，审计级别是团以上领导干部，到2000年审计级别提升到军职干部。中国人民解放军全军，总参谋部、总政治部、总后勤部、总装备部均在审计范围内。2004年，全军共审计团以上领导干部上千名，其中军职干部几十名，师职干部几百名，团职干部千余名，审计结果显示，接受审计的上述领导干部中，履行经济责任好的和较好的占到94.8%，差的和有经济问题的占到5.2%。
随着中国人民解放军军费开支增加，中国人民解放军审计署需审计的军费金额逐年攀升，到2005年前后，每年审计规模已超千亿元人民币。中国人民解放军高级将领掌控的军费也以亿元人民币计算。2001年到2004年，中国人民解放军审计系统通过对物资采购、出包工程、其他装备建设的预算审计，减少军费开支45亿元人民币。
2014年，中央军委主席习近平签署命令，中国人民解放军审计署由中国人民解放军总后勤部划归中央军委建制，在中央军委领导下，主管全军审计工作，对中央军委负责并报告工作，中国人民解放军审计署党的建设、政治工作、行政管理由中央军委办公厅领导。2014年11月6日，调整中国人民解放军审计署建制领导关系命令宣布大会在北京举行，中共中央政治局委员、中央军委副主席范长龙出席并讲话，中共中央政治局委员、中央军委副主席许其亮宣读命令，中央军委委员、中国人民解放军总后勤部部长赵克石一同出席。
2016年1月，在深化国防和军队改革中，中国人民解放军审计署调整组建为中央军委审计署。

## 职责
2007年修订的《中国人民解放军审计条例》第三章 审计职责，对中国人民解放军各级审计部门的审计职责进行了规定。

## 机构设置
2017年改革后，中央军委审计署设置下列机构：

### 内设机构
- 综合局

……

### 派出机构
军委审计单位的编制架构为：军委审计署——驻战区审计局——地区审计中心。这种三级结构的编制和军事法院、军事检察院相同。另外军委审计署还设有直属审计中心。地区审计中心和直属审计中心均为军委审计署直属单位。
- 各直属审计中心
  - 第一直属审计中心[6]
  - 第二直属审计中心[6]
  - 第三直属审计中心[6]
- 驻东部战区审计局[6]
  - 合肥审计中心[6]
- 驻南部战区审计局
  - 长沙审计中心[7]
- 驻西部战区第一审计局[6]
- 驻西部战区第二审计局[6]
- 驻北部战区审计局
  - 济南审计中心[8]
- 驻中部战区审计局[6]
  - 北京审计中心[9]
  - 石家庄审计中心[10]
  - 太原审计中心？[6]
  - 西安审计中心[11]

## 历任审计长
中央军委审计局局长
1. 常凤举（1986年2月14日—1988年8月5日离休）
2. 任兴德 少将（1990年6月30日—1992年9月30日）

中国人民解放军审计署审计长
1. 任兴德 少将（1992年9月30日—1994年2月）
2. 马盛友 少将（1994年2月6日—1997年12月）
3. 苏庆玉 少将（1997年12月23日—2000年1月）
4. 李景春 少将（2000年1月—2005年）
5. 阮志柏 少将（2005年—2009年1月）
6. 李清和 少将（2009年1月—2015年12月）[12]
7. 郭春富 少将（2015年12月—2016年1月）

| 中央军委审计署审计长 1. 郭春富 少将（2016年1月—2018年5月） 2. 田义祥 少将（2018年5月—2020年12月） 3. 孙 斌 少将（2020年12月—） | 中央军委审计署副审计长 - 孙 斌 少将（2016年—2020年12月） - 刘允喜 少将（2016年—） |